# پرکوت سی توآن

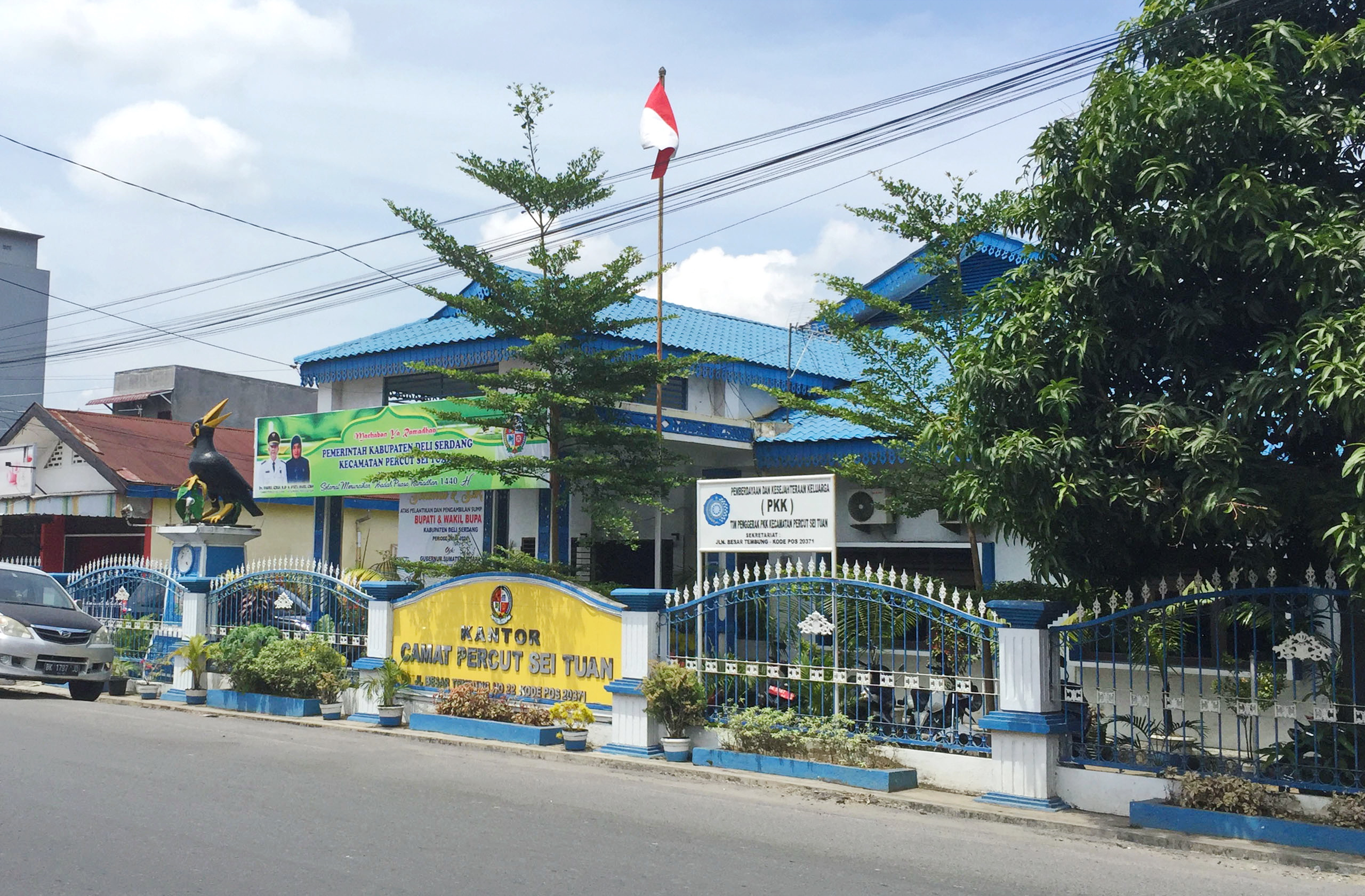
دفتر مرکزی شهر پرکوت سی توآن

پرکوت سی توآن (اندونزیایی: Percut Sei Tuan) شهری در استان سوماترای شمالی کشور اندونزی است. جمعیت این شهر بر اساس سرشماری سال ۱۹۹۰ میلادی، ۱۲۹٫۰۳۶ نفر و بر اساس سرشماری سال ۲۰۰۰ میلادی، ۲۳۵٫۱۱۴ بوده که در سال ۲۰۰۷ میلادی به ۳۴۷٫۸۲۷ نفر افزایش یافته‌است.